# Connecticut Sun
Las Connecticut Sun (en español, Sol de Connecticut) son un equipo profesional de baloncesto femenino de los Estados Unidos con sede en Uncasville, Connecticut. Compiten en la Conferencia Este de la Women's National Basketball Association (WNBA) y disputan sus encuentros como locales en el Mohegan Sun Arena.
El equipo fue fundado en 1999 en Orlando (Florida) con el nombre de Orlando Miracle. En 2003 la tribu de los Mohegan compró la franquicia y la trasladó a Connecticut, donde adoptó su denominación actual. Las Sun se convirtieron en el primer equipo de la WNBA en no compartir mercado con ninguna franquicia de la National Basketball Association (NBA), en gran parte debido al éxito del equipo de baloncesto femenino de UConn.

## Historia

### 1999-2002: Orlando Miracle
La ciudad de Orlando fue agraciada con la concesión de una franquicia de la WNBA en la expansión de la liga de 1999. Jugaba sus partidos en el TD Waterhouse Centre, y era el equipo hermano de los Orlando Magic de la NBA.
Las Miracle hicieron unas buenas campañas durante su estancia en Florida. Llegaron a los play-offs en una ocasioón, en 2000, donde cayeron en primera ronda ante las ya desaparecidas Cleveland Rockers. En 2001 dieron un paso atrás al no clasificarse de nuevo para la ronda final, pero en 2002, tras lograr 16 victorias y 16 derrotas, empataron con las Indiana Fever por el último puesto que daba acceso a los playoffs, cayendo en el desempate. Sería su última temporada allí, antes de ser vendido el equipo a un casino propiedad de la tribu Mohegan.

### Connecticut Sun
Tras finalizar la temporada 2002, la NBA vendió todos los equipos de la WNBA a los propietarios de las franquicias de sus respectivas ciudades, pero el propietario de los Orlando Magic no estaba interesado en mantener a las Miracle. Así que el 28 de enero de 2003 el equipo fue vendido al Mohegan Sun, casino propiedad de la tribu india de los Mohegan. El equipo se trasladó a la ciudad de Uncasville, en el estado de Connecticut, cambiando su nombre por el de Sun (sol), en referencia al nombre del casino propietario del mismo.
El equipo sufrió una completa renovación. Adquirió a la estrella de la Universidad de Connecticut, Rebecca Lobo, lo que atraería más público de su ciudad. Debutaron en la liga ante las Houston Comets, perdiendo 79-72, pero al finalizar la liga regular consiguieron un buen balance de 18 victorias y 16 derrotas, suficiente para entrar en los playoffs. Ganaron en primera ronda a Charlotte Sting por 2-0, ayendo en la final de la Conferencia Este ante las que poco después serían las campeonas de liga, las Detroit Shock.
En 2004 eligieron en el Draft a la estrella de Minnesota Golden Gophers Lindsay Whalen, y aunque hubo rumores de traspaso a Minnesota Lynx, finalmente se quedó con las Sun. La temporada regular acabó con un balance de 16 victorias y 16 derrotas, en una muy disputada Conferencia Este, que les dio el primer puesto en playoffs. En primera ronda eliminaron a Washington Mystics por 2-1, mientras que en la final de conferencia ganaron a las New York Liberty, metiéndose por primera vez en las Finales. En una eliminatoria muy apretada, perdieron ante Seattle Storm por 2-1.
En 2005 adquieren a la pívot polaca de 2,18 metros Margo Dydek. Con un juego interior dominante, dominan con comodidad la Conferencia Este, acabando con un balance de 26 victorias y 8 derrotas, el mejor balance para un equipod e dicha conferencia en la historia de la WNBA. Llegaron con comodidad a la Final, tras deshacerse consecutivamente de Detroit Shock e Indiana Fever. Allí se encontraron con Sacramento Monarchs, que había dominado también con claridad en el oeste, pero las Sun contaban con ventaja de campo. En la primera final al mejor de 5 partidos de la historia, las Suns cayeron finalmente por 3-1.
En 2006 repitieron el récord en la temporada regular, lo que auguraba una fácil presencia en las Finales, pero tras derrotar a las Mystics en primera ronda, cayeron por sorpresa ante Detroit Shock por 2-1 en la final de conferencia.
La temporada 2007 comenzó con altibajos, pediendo 10 de sus primeros 15 partidos. Sin embargo, en una espectacular segunda vuelta ganaron 11 de los 13 partidos restantes, metiéndose de nuevo en playoffs. Las Sun se encontraron con Indiana Fever en primera ronda, y tras desperdiciar una ventaja de 17 puntos en el tercer cuarto del primer partido, al final se llegó a las tres prórrogas por vez primera en un partido de playoffs de la WNBA. Ganaron las Sun finalmente, pero perdieron los dos partidos siguientes, quedando eliminadas.